# 穆罕默德·塞努西
穆罕默德·塞努西（阿拉伯语：‎；1962年10月20日—），全名穆罕默德·里达·本·哈桑·里达·本·穆罕默德·里达·塞努西，是利比亚王室族長哈桑·里达·塞努西王储和王储妃法茲雅·賓特·塔希爾·巴基爾的儿子。他出生在的利比亚王国的黎波里，被利比亚保王派认为是合法的王位继承人。
自從利比亞內戰爆發以來，穆罕默德·塞努西一直是利比亞事務的積極評論員。穆罕默德·塞努西公開支持反對卡達菲政權的示威活動，同時主張恢復和平。
利比亞恢復憲法合法性運動及其附屬團體主張恢復1951年憲法並恢復穆罕默德·塞努西領導下的塞努西王朝君主立憲制。